# Сатанинські вірші
«Сатанинські вірші» (англ. The Satanic Verses) — четвертий роман британського письменника індійського походження Салмана Рушді, виданий у 1988 році.
У Сполученому Королівстві книжка отримала позитивні відгуки і навіть була у фіналі Букерівської премії, однак програла.

## Історія створення
Салман Рушді писав роман близько чотирьох років. Він виріс у досить світській родині, де питанню релігії приділялось не так і багато часу. Згодом, студіюючи спецкурс про життя Магомета в університеті, заглибився в питання ролі релігії. Уважав, що іслам потребує трансформації та оновлення, а джихад потребує скасування. Тож книжка була своєрідним протестом проти ісламу як «релігії, яка вбиває».

## Архітектоніка роману

### Жанр і тема
Роман написаний у жанрі магічного реалізму та соціально-психологічної драми. Його назва походить від частини Корану, описаної Ібн Ісхаком у першій біографії пророка Мухаммеда. Автентичність цієї частини оскаржується істориками ісламу.
Основна тема — це емігранти і еміграція, психологічна складність вибору, неможливість асиміляції в новій культурі та неминуче повернення до власного коріння. Крім того, піднімаються питання сенсу буття та релігії.

### Сюжет
Розповідь у романі йде двома паралельними лініями, що переплітаються: у сучасних Бомбеї, Лондоні та Джагилії — міста, що символізує епоху язичництва у стародавній Аравії, ще до епохи пророка Магомета. Головними героями є індійці Джібріл Фарішта й Саладін Чамча. Життя складається у них по-різному, але вони зустрічаються на борту літака, який летить із Лондона до Делі.
Роман розпочинається з вибуху літака, який захопили терористи, але через безвихідь змушені підірвати його. Під час вибуху з літака випадають Джібріл і Саладін, піддаючись фантастичному сну-метаморфозу.
У цьому напівфантастичному, напівреальному сні розповідається  про життя Джібріла і Саладіна до польоту (дитинство у Бомбеї та еміграція у Лондон), під час польоту (розмови й роздуми про причини міграції), після нього (повернення до Лондона) і містичні пригоди Джібріла та Саладіна у Джагилії, де вони уособлюватимуть ісламських божеств — пророка Магунда й ангела Азраїла.
Роман не має чіткої послідовної розповіді. У ньому минуле переплітається з майбутнім, а вигадане — з реальністю.

### Головні герої
Джібріл Фарішта, він же Пророк Магунд
Перською Джібріл означає «Ангел». Фарішта виріс у Бомбеї, де разом з батьком розносив полуденки офісним працівникам. Коли ж матір загинула (потрапила під автобус), батько та син ще впертіше почали працювати, з кожним днем все більше змагаючись один з одним. Коли Джібрілу виповнилось 20, батько не витримує надважкої праці і помирає. Дядько забирає хлопця до себе, але щодня звинувачує хлопця у гомосексуальності через його занадто ніжне обличчя й тонке, майже сухорляве тіло. Тому згодом виганяє хлопця з дому, попередньо домовившись про співбесіду на кіностудії, — мовляв, саме така доля достойна ґея.
Не витримавши принижень, Джібріл Фарішта гідно приймає виклик долі і з упертістю розпочинає роботу в кіноіндустрії, ставши згодом надзвичайно популярним актором. Майже всі його ролі — довірливий закоханий юнак, який зробить все заради коханої. Жінки божеволіють від Джібріла Фарішти, але в реальному житті — це дуже самотній хлопець, який прагне кохання й виснажений від важкої роботи.
Згодом він знайомиться з одруженою жінкою. Її звуть Рекга Мерчант, бізнесвумен, що перевернула все його уявлення про життя. Згодом буде багато жінок, але подумки він повертатиметься до Рекги, обожнюючи її з кожним днем усе більше.
Після трагічного випадку під час знімань (мало не втонув), переосмислює життя, вирівши покинути акторство і крадькома втікає жити до Лондона, де приховує своє минуле. Але ностальгія (і думки про Рекги) мучить Джібріла й він вирішує повернутись до Індії, та авіакатастрофа готує йому іншу долю.
Салман Рушді називає пророка Магунда другим єством Джібріла Фарішти.
Саладін Чамча, він же ангел Азраїл
Салагуддін Чамчавала — індійський емігрант у Британії. Він виріс у багатій родині з великою кількістю прислуги. Мати (Насрін Чамчавала) дуже любила сина, а батько (Чанґез Чамчавала) — знущався, вважаючи його «нікчемним виродком». Попри незлічене багатство, батько синові не виділяє навіть найменших кишенькових грошей. Коли Саладін був маленький, знайшов на вулиці гаманець, набитий британськими фунтами. Та батько, який постійно стежив за сином, забрав у нього гаманець. Згодом, коли прийшов час, батько відвозить сина в Англію на навчання, давши на прожиття лише знайдений у дитинстві гаманець.
У Лондоні хлопець змінює своє ім'я на англійський манір — Саладін Чамча. Батько у листах, які надсилає у Лондон, постійно звертається до теми демонів та одержимості. Здобувши непогану освіту, стає людиною, що сама себе створила (англ. self-made man). Він працює у студії звукозапису, заробляючи досить пристойні гроші. Одружився з англійкою, та це було не кохання, а радше спільні інтереси. Дітей не мали, хоча Чамча дуже хотів, але дружина ніяк не знаходила часу. Згодом, коли під час авіакатастрофи Саладін зникає на невизначений час, дружина усвідомлює наскільки кохала Саладіна, але змирившись з його смертю, розпочинає крутити роман із його найкращим другом, згодом вагітніє від нього і живе з ним.
Повернувшись до Лондона, поступово перетворюється на сатира, а потім на диявола, уособлюючи ангела смерті Азраїла в ісламській релігії.
Через перетворення (спочатку ростуть роги, хвіст, потім з'являються копита, а згодом тіло збільшується в масі й вкривається шерстю) Чамчу переслідує поліція, тож він змушений ховатися в лондонському готелі, зароджуючи серед молодих лондонців моду на дияволізм. Після довгих поневірянь Лондоном Саладін повертається у власний дім до вагітної дружини (оскільки в нього немає іншого житла). Переосмислюючи сенс буття, Саладін перетворюється назад на людину.

### Жінки у романі
Салман Рушді у творі повсякчас піднімає тему стосунків та сексу. Майже із детективною точністю описує всіх жінок, які були у Джібріла та Саладіна та їхні взаємостосунки. Жінки відіграють важливу роль у творені фабули роману.

### Релігійно-міфічна лінія
Саме за цю сюжетну лінію книжка переслідувалась і переслідується. Автор творчо інтерпретує релігійні оповіді про пророка Магомета.
Основні події відбуваються у Джагилії. Це вигадане місто-поліс, зведене з піску, величне та ошатне, але через гріховність жителів та плинність часу втратило свою автентичність та індивідуальність, стало сірим та непривабливим для нових поселенців. З часом у Джагилії почали орудувати банди та розцвітати проституція.
Пророк Магунд, якого переслідують у місті через визнання язичницьких богинь та тому що деякі повії називають себе його дружинами, з окремими жителями йде жити до іншого міста, що певною мірою символізує пророка Магомета, якого переслідували в Мецці і він був змушений втекти до Ясриба (Медіни).

## Факти
- 14 лютого 1989 аятола Хомейні віддав наказ про фізичне знищення письменника, книжку якого «Сатанинські вірші» мусульмани-фундаменталісти визнали за образливу для ісламу. За голову Рушді обіцяли заплатити 2,8 млн доларів.
- Перекладача на японську «Сатанинських віршів» убили, перекладача на італійську — важко поранили. У Швеції перекладачу на урду погрожували фізичною розправою. Перекладач на перську жив під постійним страхом смерті від рук ісламських екстремістів, поки не змінив ім'я та країну проживання. В Англії підірвали книгарню, де мала продаватись книжка.
- Вихід цієї книжки спричинив напружену міжнародну політичну ситуацію між Іраном та багатьма країнами. Велика Британія розірвала дипломатичні відносини з Іраном. З цього приводу висловлювались впливові політики (Джордж Буш-старший, прем'єр-міністр Франції Ролан Дюма, міністр закордонних справ Великої Британії Джеффрі Гау). На одній із сесій Європарламенту піднімалось питання про наказ Хомейні як про питання міжнародного значення. 12 країн відклали свої візити до Ірану на невизначений термін.
- Багато країн перестали готувати до друку книжку. Канада ввела тимчасову заборону на ввезення книжки до країни, але згодом скасовувала, вважаючи, що книжка не містить сцени, що суперечать етиці та моралі.
- Деякі авіакомпанії забороняли Салману Рушді користуватися їхніми послугами (Air Canada, British Airways та деякі авіаперевізники США).
- В 1998 році нове керівництво Ірану скасувало фетву, намагаючись налагодити стосунки на міжнародній арені.

## Переклади українською
- Сатанинські вірші / Салман Рушді; пер. з англ. Тараса Бойка. — Київ: Видавництво Жупанського, 2016. — 600 с. ISBN 978-966-2355-75-8